# Андрієвці (Росія)
Андрі́євці (Андрієвський, рос. Андреевцы) — присілок (колишнє селище) в Балезінському районі Удмуртії, Росія.

## Населення
Населення — 236 осіб (2010; 342 в 2002).
Національний склад станом на 2002 рік:
- росіяни — 63 %
- удмурти — 34 %